# William Mackenzie
William Warrender Mackenzie, 1. baron Amulree GCB, KBE (ur. 19 sierpnia 1860 w Scone, zm. 5 maja 1942), brytyjski prawnik i polityk, członek Partii Pracy, minister w rządach Ramsaya MacDonalda.
Był synem Roberta Mackenzie’ego i Jean Menzies, córki Basila Menziesa. W 1885 r. ukończył studia na Uniwersytecie Edynburskim. Rok później rozpoczął praktykę adwokacką w Lincoln’s Inn. W 1914 r. został Radcą Króla. W 1917 r. został komandorem Orderu Imperium Brytyjskiego, a w 1918 r. kawalerem Krzyża Komandorskiego tego orderu. W latach 1919–1926 był przewodniczącym Sądu Przemysłowego. W 1926 r. otrzymał Krzyż Wielki Orderu Łaźni.
W 1929 r. otrzymał tytuł 1. barona Amulree i zasiadł w Izbie Lordów. W 1930 r. został członkiem Tajnej Rady. W tym samym roku otrzymał tekę ministra lotnictwa. Był jednym z nielicznych laburzystów, którzy poparli decyzję MacDonalda o utworzeniu rządu narodowego. Amulree pozostał ministrem lotnictwa przez pierwsze dwa miesiące istnienia rządu narodowego.
Lord Amulree był również przewodniczącym Newfoundland Royal Commission, która przygotowała raport na temat przyszłości Nowej Fundlandii jako dominium w Brytyjskiej Wspólnocie Narodów. Zmarł w 1942 r. Tytuł barona odziedziczył jego syn, Basil.